# プランBエンターテインメント
プランBエンターテインメント（Plan B Entertainment）は、2002年にブラッド・グレイ、ブラッド・ピット、ジェニファー・アニストン、クリスティン・ハーンが設立した映画制作会社。2005年にピットとアニストンが離婚した後、2006年以降はブラット・ピットひとりが所有者となり、パラマウント映画、20世紀フォックス、ワーナー・ブラザースとリース契約を交わした。
第26回全米プロデューサー組合賞の授賞式で、Visionary Awardを受賞する。

## フィルモグラフィ
- トロイ Troy（2004）
- チャーリーとチョコレート工場 Charlie and the Chocolate Factory（2005）
- ディパーテッド The Departed（2006）
- ハサミを持って突っ走る Running with Scissors（2006）
- ラブ・ザ・ドッグ 犬依存症の女 Year of the Dog（2007）
- マイティ・ハート/愛と絆 A Mighty Heart（2007）
- ジェシー・ジェームズの暗殺 The Assassination of Jesse James by the Coward Robert Ford（2007）
- きみがぼくを見つけた日 The Time Traveler's Wife（2009）
- 50歳の恋愛白書 The Private Lives of Pippa Lee（2009）
- キック・アス Kick-Ass（2010）
- 食べて、祈って、恋をして Eat Pray Love（2010）
- ツリー・オブ・ライフ The Tree of Life（2011）
- ジャッキー・コーガン Killing Them Softly（2012）
- ワールド・ウォーZ World War Z（2013）
- キック・アス/ジャスティス・フォーエバー Kick-Ass 2（2013）
- それでも夜は明ける Twelve Years a Slave（2013）
- グローリー/明日への行進 Selma（2014）
- The Normal Heart（2014）
- トゥルー・ストーリー True Story（2015）
- マネー・ショート 華麗なる大逆転 The Big Short（2015）
- ボヤージュ・オブ・タイム Voyage of Time（2016）
- ムーンライト Moonlight（2016）
- オクジャ/okja Okja（2017）
- 47歳 人生のステータス Brad's Status（2017）
- ビール・ストリートの恋人たち If Beale Street Could Talk（2018）
- バイス Vice（2018）
- ビューティフル・ボーイ Beautiful Boy（2018）
- ラストブラックマン・イン・サンフランシスコ The Last Black Man in San Francisco（2019）
- アド・アストラ Ad Astra（2019）
- ミナリ Minari (2020)
- SHE SAID/シー・セッド その名を暴け She Said (2022)
- ボブ・マーリー:ONE LOVE Bob Marley: One Love (2024)
- ビートルジュース ビートルジュース Beetlejuice Beetlejuice (2024)
- ミッキー17 Mickey 17（2025）
- F1/エフワン F1 (2025予定)